# Wagonnier
Le wagonnier était un cheminot placé dans le fourgon de queue d'un train chargé de couvrir un train par l'arrière lorsque le convoi s'immobilisait en se déplaçant à l'arrière pour arrêter un train suivant au moyen de sa lanterne, du drapeau ou de pétards et éviter un tamponnement.
Les wagonniers étaient également les agents de manutention des colis de détail aux arrêts des trains de marchandises desservant toutes les gares secondaires, les « patachons » ou « trains de broutille. Cette fonction a disparu dans les années 19̥50 ou 1960.